# Mallotus puber
Mallotus puber là một loài thực vật có hoa trong họ Đại kích. Loài này được Bollend. mô tả khoa học đầu tiên năm 2000.